# 丘逢甲墓
丘逢甲墓，位于中国广东省梅州市蕉岭县东部，为蕉岭县的一个县级文物保护单位，类型为古墓葬，公布时间为1985年。
丘逢甲墓的历史年代为1913年。